# Toluca Lake
Toluca Lake – dzielnica (neighborhood) w dolinie San Fernando leżącej w okręgu miasta Los Angeles, Kalifornia.

## Położenie
Toluca Lake leży 19 kilometrów od północnej części downtown Los Angeles. Znajduje się tam znana na całym świecie wytwórnia filmowa Universal Studios oraz wytwórnia muzyczna Warner Bros.

## Ludzie związani z Toluca Lake
- Cole Sprouse i Dylan Sprouse aktorzy
- Demi Lovato, aktorka i piosenkarka
- Julie Andrews, aktorka i piosenkarka
- Zac Efron, aktor
- Kirsten Dunst, aktorka
- Hilary Duff, aktorka i piosenkarka
- Miley Cyrus, aktorka i piosenkarka
- Jennifer Love Hewitt, aktorka
- Ashley Tisdale, aktorka i piosenkarka
- Denzel Washington, aktor
- Vanessa Hudgens, aktorka i piosenkarka
- Brenda Song, aktorka, piosenkarka i modelka
- Andy García, aktor
- Joe, Nick i Kevin Jonas, piosenkarze
- Justin Bieber, aktor i piosenkarz[1]